# سیارک ۱۰۳۹۵
سیارک ۱۰۳۹۵ (به انگلیسی: 10395 Jirkahorn، نامگذاری:1997SZ1) ده هزار و سیصد و نود و پنجمین سیارک کشف شده‌است که در ۲۳ سپتامبر ۱۹۹۷ کشف شد.
قدر مطلق سیارک برابر ۱۴٫۲۰ است.